# Alberto Provantini
Alberto Provantini (Terni, 9 giugno 1941 – Terni, 24 gennaio 2014) è stato un giornalista e politico italiano.
Autore di diversi saggi, è stato anche deputato e vice presidente della Fondazione Istituto Gramsci.

## Biografia
Entrato fin da giovanissimo nella FGCI e poi nel PCI, è stato giornalista de l'Unità. Negli anni Sessanta è stato consigliere al Comune e alla Provincia di Terni. Dal 1970 per tre legislature è stato consigliere presso la Regione dell'Umbria, dove fu nominato anche assessore regionale con delega al Turismo. In questa veste fu tra i promotori dello slogan "L'Italia ha un cuore verde, l'Umbria" e del festival Umbria Jazz.
Dal 1983 al 1992 è stato eletto alla Camera dei deputati, dove nella XI Legislatura fu anche vicepresidente e membro della XII commissione permanente industria e commercio. Nella X Legislatura fu inoltre vicepresidente e membro della X commissione permanente attività produttive. Nel 1991, dopo aver aderito al PDS, venne eletto Presidente della Provincia di Terni, dando vita a una maggioranza di centro sinistra con i cattolici, considerata da molti politici come il primo esperimento della coalizione di centro sinistra che governerà l'Italia, L'Ulivo.
Nel 1995 lasciò la vita istituzionale, proseguendo l'attività di giornalista e scrittore. È stato autore di diversi saggi e ha collaborato con varie testate regionali. Fu inoltre direttore di Cronache Umbre 2000 ed opinionista de Il Giornale dell’Umbria. Ha ricoperto anche l'incarico di vice presidente della Fondazione Istituto Gramsci.
È deceduto il 24 gennaio 2014 all'età di 72 anni, dopo una lunga malattia.

## Opere
Nel corso della sua vita Provantini è stato autore di diversi saggi. Tra gli altri ha pubblicato:
- Quei novemila giorni, Edizioni Thyrus, 1984
- Agusta Westland Fiat voluntas tua. Chi decide in Italia? Dall'indagine parlamentare sull'industria aeronautica, Franco Angeli, 1987;
- Onorevoli: chi li ha visti?, L'altra Italia, 1997;
- «Cari compagni...fraterni saluti». Mezzo secolo di vita nella sinistra italiana, Rubbettino, 2009;
- L'Umbria in cammino. I cambiamenti e i protagonisti della storia della regione, Edizioni Thyrus, 2012.